# Betriebliches Umweltinformationssystem
Betriebliche Umweltinformationssysteme (BUIS) haben die Aufgabe, umweltrelevante Daten und Informationen in einem Betrieb systematisch zu erfassen, zu verarbeiten und bereitzustellen. Sie sind in der Regel softwarebasiert und stellen ein grundlegendes Konzept des Nachhaltigkeitsmanagements dar.

## Grundlagen und Umsetzung
Ein BUIS ist ein Informationssystem, das „für die Erfassung, Dokumentation, Planung und Steuerung von Umweltauswirkungen aus betrieblichen Tätigkeiten genutzt wird und somit das betriebliche Umweltmanagement in seinen Aufgaben unterstützt“. Ein BUIS erfasst, verarbeitet und gibt umweltrelevante Daten aus und dient damit der Quantifizierung und Bewertung der Einflüsse unternehmerischen Handelns auf die natürliche Umwelt. Ein Betriebliches Umweltinformationssystem lässt sich damit der Klasse der Umweltinformationssysteme zuordnen.
Umweltinformationen im Sinne eines BUIS sind nicht nur physikalische Messgrößen (z. B. Emissionen, Abfälle, Energieverbräuche), sondern auch damit verbundene monetäre Auswirkungen. Diese können beispielsweise in einer Umweltkostenrechnung abgebildet und analysiert werden. Die computergestützte Umsetzung fällt dann in den Aufgabenbereich von BUIS.
Neben der Erfassung von Ist-Zuständen bietet ein BUIS auch die Möglichkeit, Alternativen zu analysieren und betriebswirtschaftlich abzuwägen. Bezogen auf den betrieblichen Alltag können BUIS somit als Planungsinstrumente eingesetzt werden. Sie erlauben es, komplizierte Zusammenhänge zwischen betrieblichen Handeln, Umweltbelastungen und monetären Auswirkungen zu erkennen und darauf angemessen reagieren zu können. Je nach Komplexitätsgrad der Software kann ein BUIS auf operationaler, taktischer und strategischer Ebene eingesetzt werden.
Betriebliche Umweltinformationssysteme können in der Praxis grundsätzlich auf drei Arten umgesetzt werden:
- als eigenständiges Softwaresystem (Insellösung),
- in andere Betriebliche Informationssysteme integriert (integriertes System),
- oder an vorhandene Systeme über eine Schnittstelle angegliedert.

## Umweltrelevante Daten als Datengrundlage
Umweltrelevante Daten bilden die Datengrundlage für BUIS. Sie lassen sich in fünf Kategorien einteilen (vgl. Lang-Koetz 2006):
- Stoff- und Materialstammdaten (Stoff- und Materialeigenschaften),
- Strukturdaten (Organisationsstrukturen, Produktionsstrukturen und Prozessabfolgen),
- Prozessdaten (funktionale Zusammenhänge innerhalb einzelner Prozesse),
- Stoff- und Energieflussdaten (Art und Menge der im Unternehmen fließenden Stoffe, Materialien und Energien),
- Organisationsdaten (Dokumentationen organisatorischer Abläufe).

Umweltrelevante Daten finden sich in ERP-Systemen als Plandaten und Istdaten, maschinen- oder personalbezogen in der Betriebsdatenerfassung im PPS-System, in technisch-industriellen Informationssystemen oder in speziellen BUIS (zum Beispiel Emissionsdatenbanken, Abfalldatenbanken oder Gefahrstoffdatenbanken). Als standardisierte Schnittstelle zwischen ERP-Systemen und BUIS fungiert die PAS 1025.

## Stärken und Potentiale zur Begegnung der Nachhaltigkeitsherausforderung
Ökologisch:
Umweltinformationen sind die Grundlage der Steuerung betrieblicher Umwelteinwirkungen und somit eine zentrale Voraussetzung zur Begegnung der ökologischen Nachhaltigkeitsherausforderung. BUIS stellen sicher, dass Umweltinformationen für die Entscheidungsträger in Unternehmen verfügbar und transparent sind und liefern Anhaltspunkte für eine kontinuierliche Reduzierung der unternehmerischen Umweltwirkungen.
Ökonomisch:
Der Einsatz von BUIS trägt zur Erschließung von Effizienzpotentialen bei, insbesondere hinsichtlich des Energie- und Materialverbrauchs. Durch die Integration ökologischer und ökonomischer Daten werden Mitarbeiter und Führungskräfte in die Lage versetzt, die Ökoeffizienz ihrer Produktion kontinuierlich zu steigern und auf diese Weise Kosten zu reduzieren.
Integrativ:
BUIS werden zunehmend stärker in die bestehenden IT-Strukturen integriert und interagieren mit anderen betrieblichen Informationssystemen. Zugleich werden auch in herkömmlichen ERP-Systemen zunehmend BUIS-relevante Daten integriert, so dass sich eine Entwicklung zu vollintegrierten Lösungen abzeichnet.

## Grenzen und Schwächen
Die Datenqualität betrieblicher Umweltinformationen beeinflusst auch die Aussagekraft von BUIS. Zahlreiche Daten mit Umweltrelevanz können häufig nur geschätzt bzw. allgemeinen Ökobilanz-Datenbanken entnommen werden oder sie müssen kosten- und zeitintensiv gemessen und ermittelt werden. Die soziale Dimension der Nachhaltigkeit wird in BUIS bisher weitestgehend ignoriert.

## Praxisbeispiel Mohn media
Mohn Media betreibt in Gütersloh eine der größten Druckereien Europas und hat den Umweltschutz in die Produktion integriert. Bereits 1991 wurde eine Umweltdatenanalyse durchgeführt und infolgedessen zahlreiche weitere Maßnahmen ergriffen.
Im stoffstrombasierten BUIS von Mohn media sind alle umweltrelevanten Anlagen erfasst. Insgesamt werden jährlich ca. 6.000 Materialienstammdaten erfasst und aus dem Einkaufsverwaltungssystem ca. 100.000 Bewegungsdaten in das BUIS integriert. Dies ermöglicht eine automatische Generierung einer transparenten und detaillierten ökologischen Betriebsbilanz und zahlreiche Auswertungen hinsichtlich Material- und Energieeffizienz auf verschiedenen Ebenen (z. B. Gesamtunternehmen, Standorte, Produktionslinien, Maschinen).